# Litoria capitula
A Litoria capitula a kétéltűek (Amphibia) osztályának békák (Anura) rendjébe és a levelibéka-félék (Hylidae) családjába tartozó faj.

## Előfordulása
A faj Indonézia endemikus faja. Természetes élőhelye a szubtrópusi vagy trópusi száraz erdők. 